# Rüdiger Hermann Wiechers
Rüdiger Wiechers (* 14. November 1943 in Münster) ist ein deutscher Bankmanager im Ruhestand aus Massenheim.

## Leben
Rüdiger Wiechers absolvierte ein betriebswirtschaftliches Studium an der Westfälischen Wilhelms-Universität in Münster und erwarb ein Diplom als Kaufmann. Seine Berufslaufbahn begann er im Sparkassensektor als Assistent des Vorstands der Westdeutschen Landesbank in Münster. Nach Stationen als Marketingdirektor bei der Landesbausparkasse kam er als Chef der LBS Hessen 1983 nach Frankfurt am Main. 1989 wurde Wiechers als Gründungsvorstand der Dresdner Bauspar AG in den Konzern der Dresdner Bank AG berufen. Nach der 1998 von ihm initiierten Verlagerung des Hauptsitzes der Dresdner Bauspar AG von Frankfurt nach Bad Vilbel entstand mit der Übernahme der Allianz Bauspar AG aus München durch die Dresdner Bauspar AG das fünftgrößte private Bausparunternehmen, nämlich die Allianz Dresdner Bauspar AG., die er bis zu seiner planmäßigen Pensionierung in 2004 leitete.
Wiechers ist mit einer freischaffenden Künstlerin verheiratet und hat mit ihr eine inzwischen ebenfalls verheiratete Tochter.

## Ehrenamtliches Engagement
- Wiechers ist seit 2004 ehrenamtlicher Beauftragter des Magistrats der Stadt Bad Vilbel für Stadtentwicklung und Wirtschaftsförderung.[2]
- Im Vorstand der Deutschen Gesellschaft zur Bekämpfung der Mukoviscidose Bonn, wirkte er mit beim Aufbau eines Netzwerkes zur Bekanntmachung dieser Krankheit und zur aktiven Hilfestellung für die Familien der Patienten in sozialer Hinsicht.
- Wiechers ist seit 1995 Mitglied im Vorstand des Deutschen Verbandes für Wohnungswesen, Städtebau und Raumordnung e. V.[3] Dort leitete er 2007 die Kommission "Chancen der vor uns liegenden demographischen Entwicklung für die Wohnungs- und Städtepolitik".[4]
- Wiechers nahm mehrfach an den Bad Vilbeler Gesprächen der Allianz Dresdner Bauspar AG teil, die bis 2010[5] zusammen mit dem Hessischen Architektentag in Bad Vilbel stattfanden.
- Außerdem wirkt er an der Stadtgestaltung in Bad Vilbel mit[6].
- 2005 wurde er mit der Verleihung des Bundesverdienstkreuzes 1. Klasse gewürdigt.
- 2006 gründete Wiechers die Wiechers-Stiftung Städte für Menschen[7][8].